# Football Club Tescoma Zlín 2007-2008
Questa voce raccoglie le informazioni riguardanti il Tescoma Zlín nelle competizioni ufficiali della stagione 2007-2008.

## Rosa
| N. |                             | Ruolo | Calciatore      |
| -- | --------------------------- | ----- | --------------- |
| 1  | Rep. Ceca (bandiera)        | P     | Vít Baránek     |
| 2  | Rep. Ceca (bandiera)        | D     | Tomáš Dujka     |
| 3  | Rep. Ceca (bandiera)        | D     | Lukáš Pazdera   |
| 4  | Rep. Ceca (bandiera)        | D     | Marek Zúbek     |
| 5  | Rep. Ceca (bandiera)        | D     | Zdeněk Kroča    |
| 6  | Irlanda del Nord (bandiera) | C     | James McQuilkin |
| 7  | Rep. Ceca (bandiera)        | A     | Libor Žůrek     |
| 8  | Rep. Ceca (bandiera)        | C     | Vít Vrtělka     |
| 9  | Rep. Ceca (bandiera)        | A     | Vladimír Malár  |
| 10 | Rep. Ceca (bandiera)        | A     | Martin Vyskočil |
| 11 | Rep. Ceca (bandiera)        | C     | Zdeněk Konečník |
| 14 | Rep. Ceca (bandiera)        | A     | Milan Pacanda   |

| N. |                       | Ruolo | Calciatore      |
| -- | --------------------- | ----- | --------------- |
| 15 | Rep. Ceca (bandiera)  | D     | Ivo Zbožínek    |
| 17 | Slovacchia (bandiera) | P     | Martin Gavlák   |
| 18 | Rep. Ceca (bandiera)  | C     | Petr Musil      |
| 19 | Rep. Ceca (bandiera)  | D     | Miloslav Penner |
| 20 | Slovacchia (bandiera) | A     | Gejza Baranyai  |
| 21 | Rep. Ceca (bandiera)  | C     | David Šmahaj    |
| 24 | Rep. Ceca (bandiera)  | A     | Martin Bačík    |
| 25 | Rep. Ceca (bandiera)  | D     | Ondřej Čelůstka |
| 26 | Rep. Ceca (bandiera)  | C     | Jan Kraus       |
| 27 | Rep. Ceca (bandiera)  | D     | Tomáš Gavlák    |
| 30 | Rep. Ceca (bandiera)  | P     | Aleš Kořínek    |